# Kadrina (Lääne-Virumaa)
Kadrina (oude Duitse naam: (Sankt-)Katharinen) is de hoofdplaats van de Estlandse gemeente Kadrina, provincie Lääne-Virumaa. De plaats telt 2129 inwoners (2021) en heeft de status van groter dorp of ‘vlek’ (Estisch: alevik).
Kadrina heeft al sinds 1870 een station aan de spoorlijn Tallinn-Narva. De rivier Loobu stroomt door het dorp.

## De kerk van Kadrina
Kadrina heette oorspronkelijk Tõrvestevere. Later nam het de naam van de kerk over, die is gewijd aan Sint-Catharina. De kerk werd gebouwd als weerkerk, vermoedelijk in de late 13e of vroege 14e eeuw. In 1702, tijdens de Grote Noordse Oorlog, staken de Russen de kerk in brand. De herbouw begon pas in 1734. In de loop der jaren vonden vele verbouwingen aan de kerk plaats.
Het orgel in de kerk is in 1877 gebouwd door de Duits-Baltische orgelbouwer Carl Alexander Herrmann (1847–1926) voor een kerk in Sint-Petersburg. In 1895 nam de lutherse parochie van Kadrina het orgel over.

## Foto's

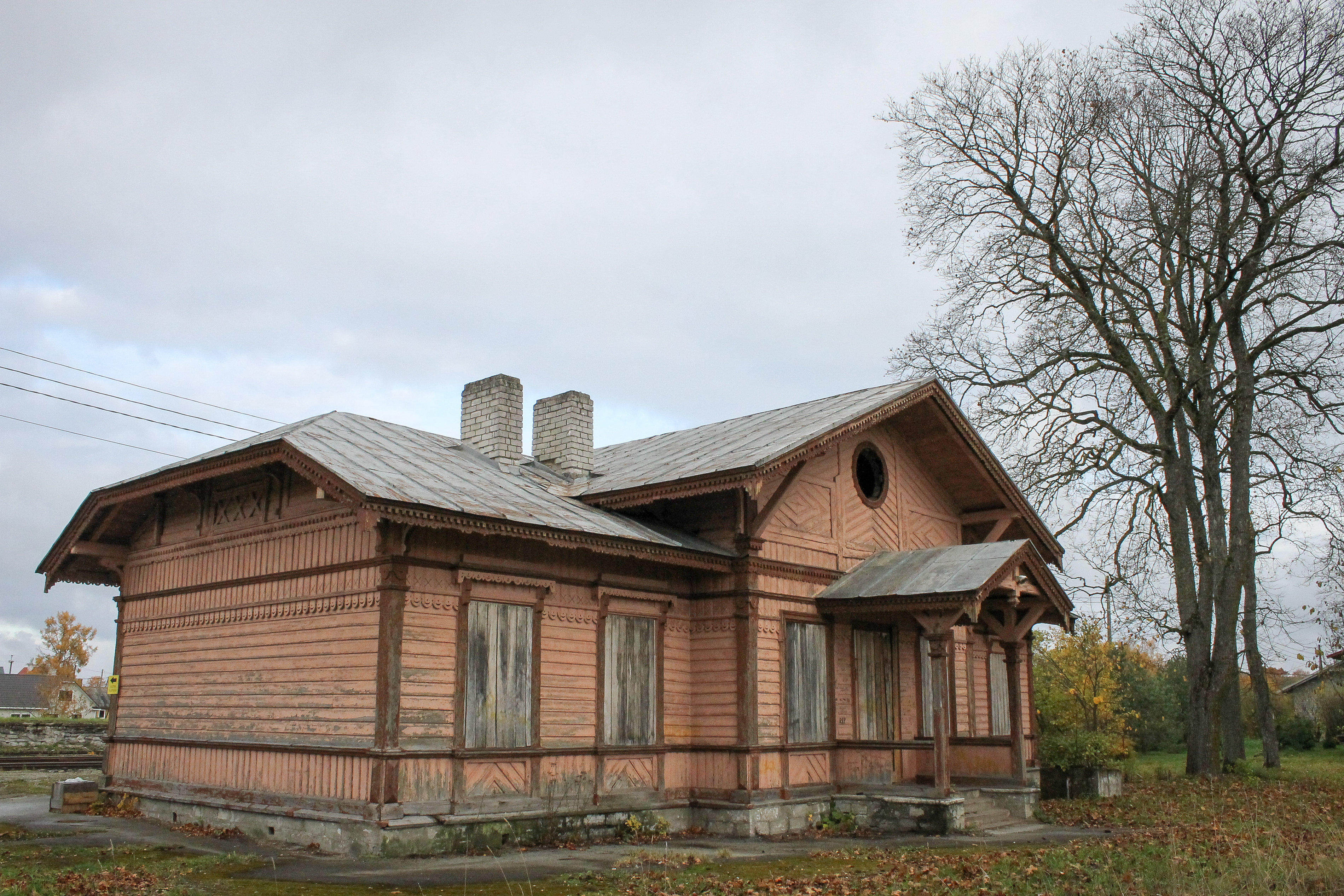
Station van Kadrina
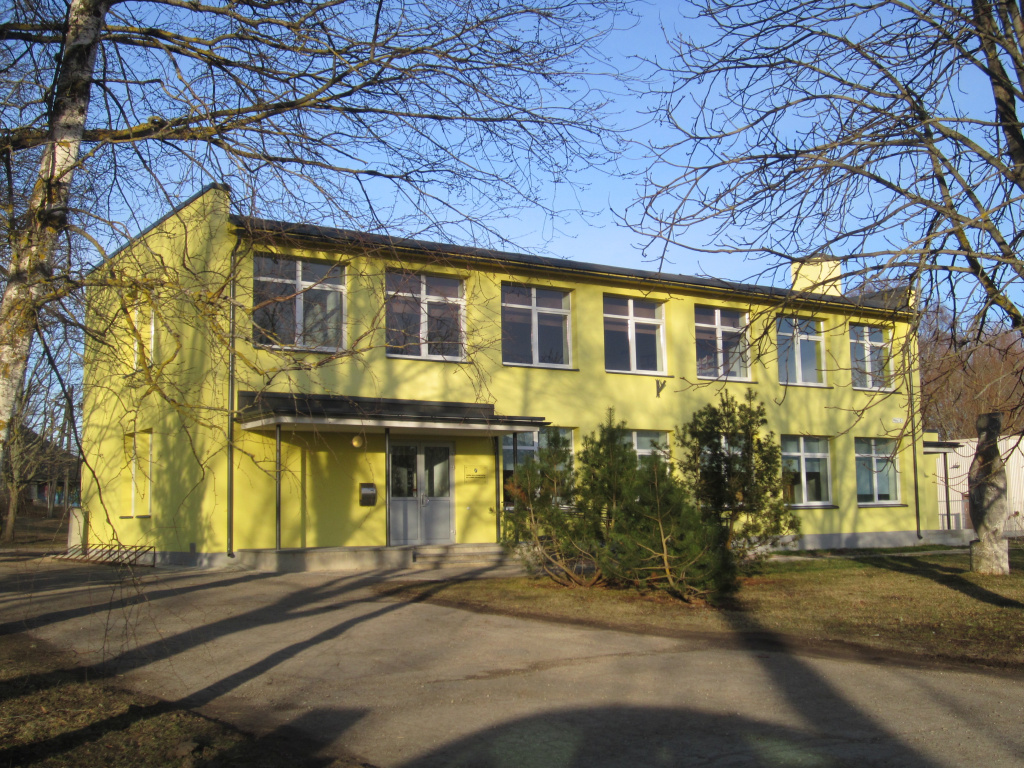
Gemeentelijke bibliotheek
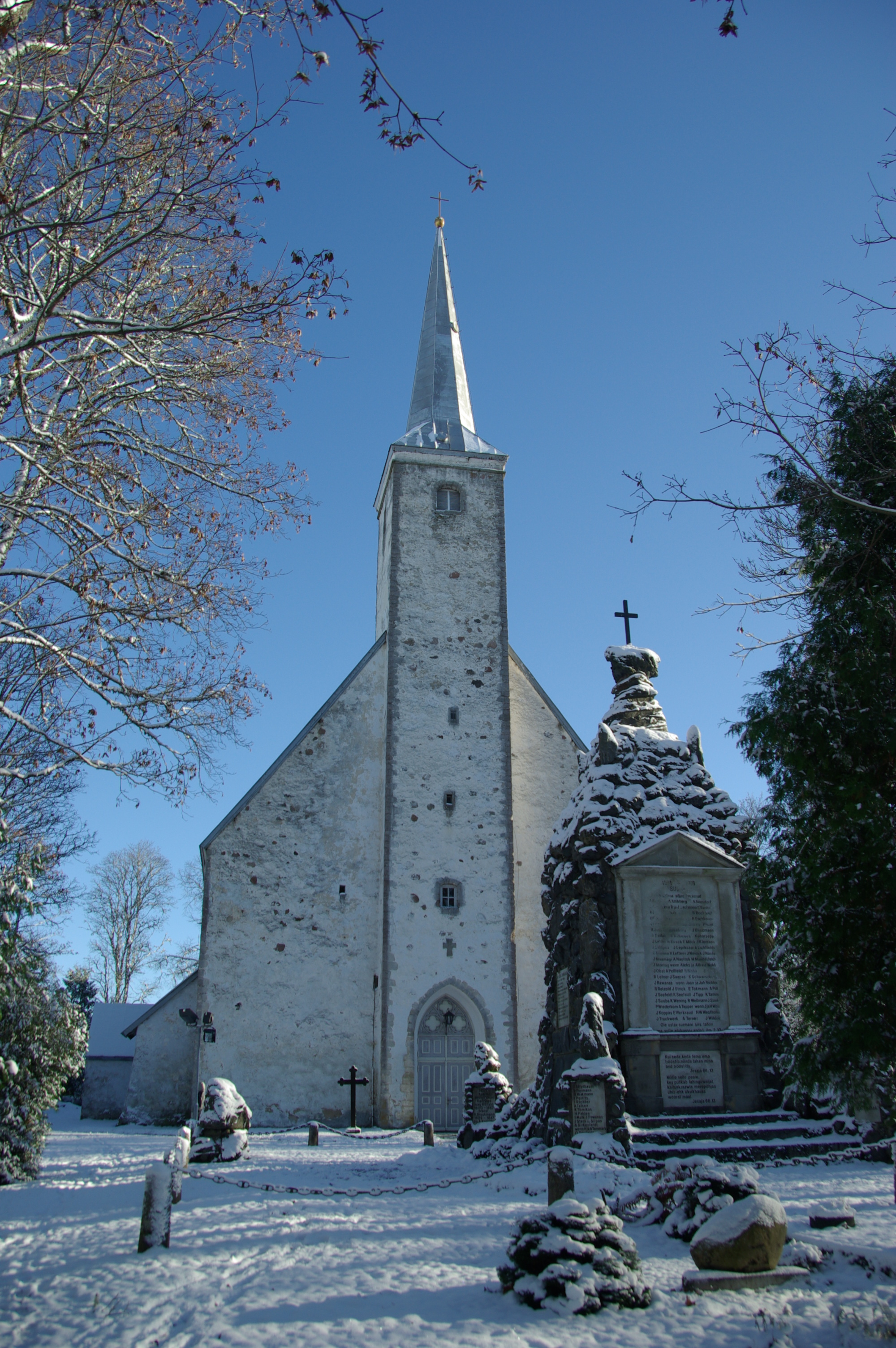
Sint-Catharinakerk en monument voor de Estische Onafhan-kelijkheidsoorlog
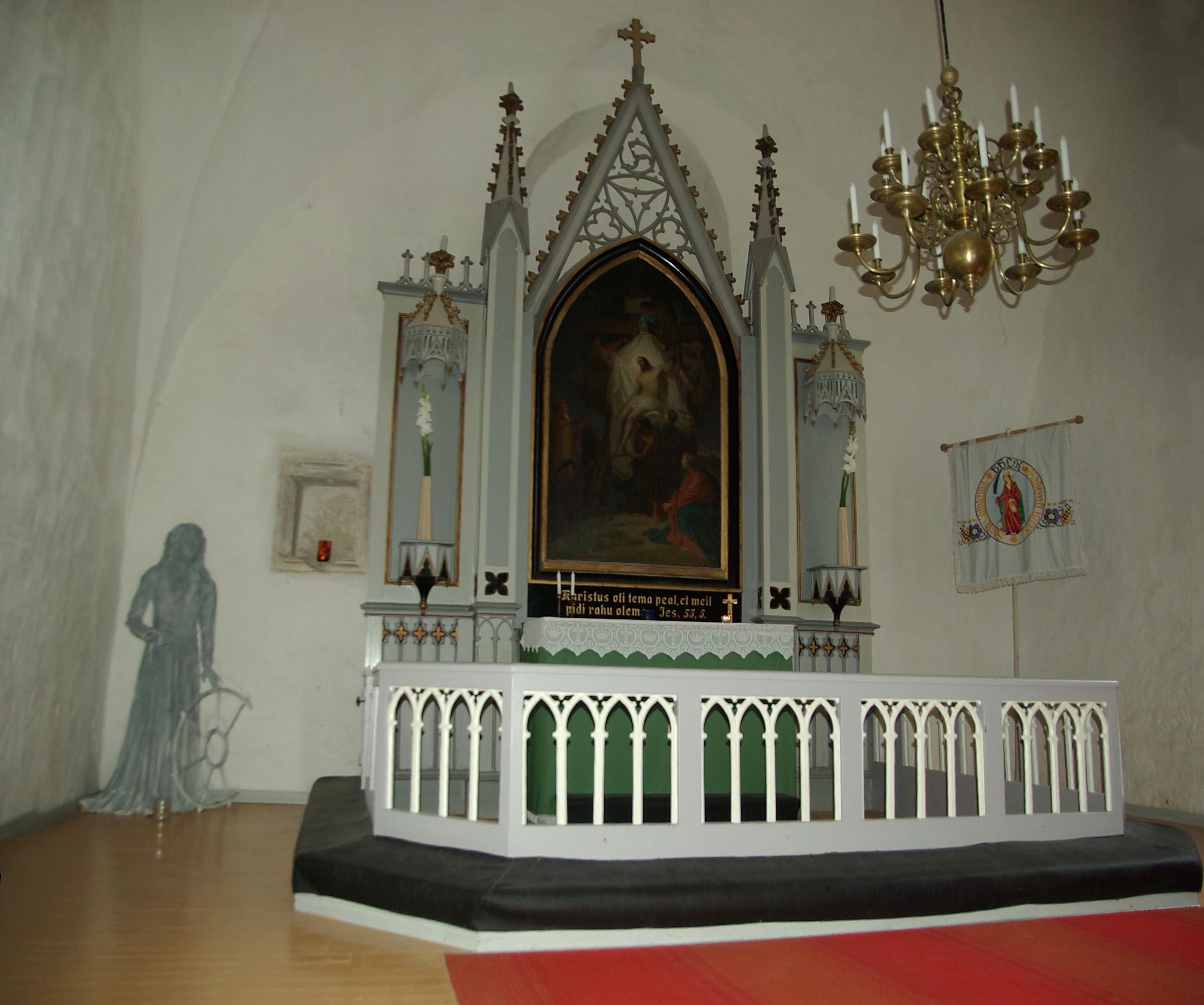
Het altaar in de kerk
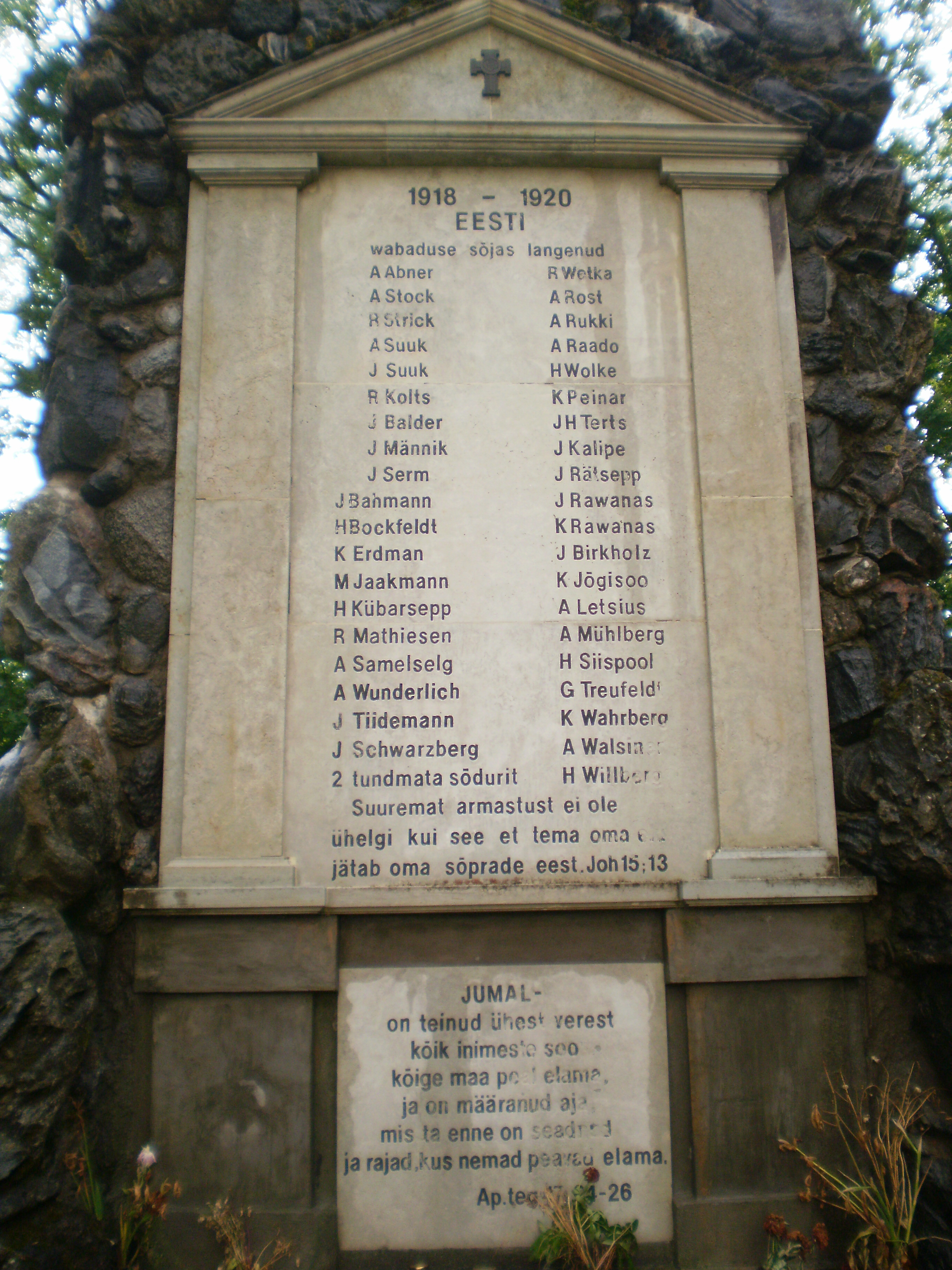
Monument voor de Estische Onafhan-kelijkheidsoorlog
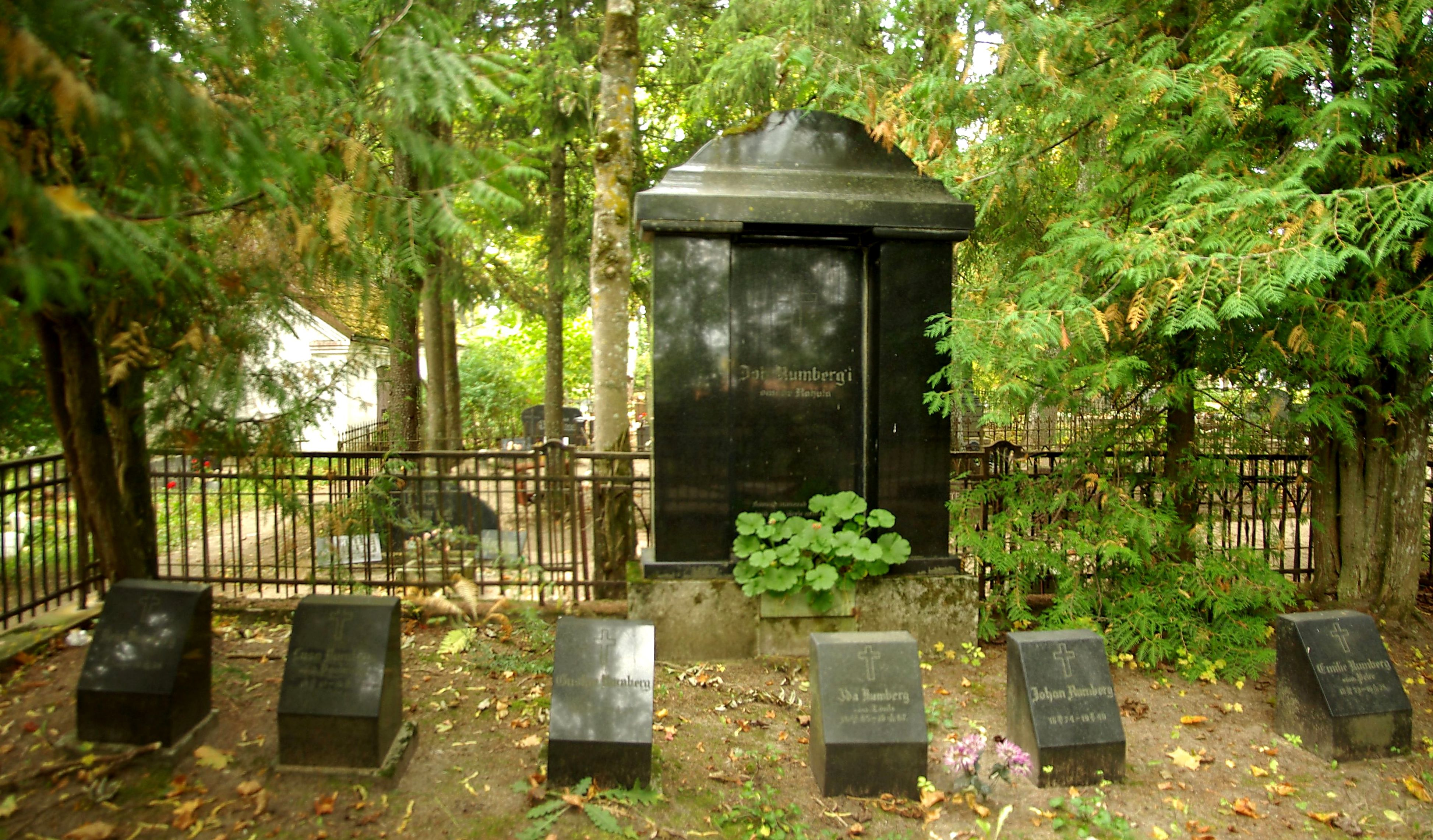
Graf van de familie Rumberg op het kerkhof van Kadrina